# Пежо 408
Пежо 408 (фр. Peugeot 408) је аутомобил који производи француска фабрика аутомобила Пежо. Производи се од 2010. године, тренутно у другој генерацији.

## Историјат
Пежо 408 припада нижој средњој класи аутомобила. Упркос свом имену, он није наследник Пежоа 407, у ствари 408-ица је седан са четвора врата заснован на хечбек и караван верзији модела 308 од које има дуже међуосовинско растојање. Намењен је искључиво тржиштима у развоју, попут Кине, Русије и Јужне Америке. Модел 408 није предвиђен за тржиште западне Европе. У зависности од тога где се овај аутомобил производи, постоје разлике како у спољашњем дизајну, тако и у унутрашњости возила.
Из компаније су објаснили ознаку овог модела кроз број 408, број 4 због димензије и сегмента средњег породичног аутомобила, број 0 је централни знак и симбол припадања породици Пежоа, док број 8 означава најновију генерацију аутомобила.

### Прва генерација (2010−2014)
Представљен је на салону аутомобила у Пекингу априла 2010. године. Дизајниран је у Пежоовим центрима у Француској и Кини, првобитно намењен кинеском тржишту. Производио се у кинеском граду Вухану у сарадњи са кинеским произвођачем аутомобила Донгфенг моторсом и у Буенос Аиресу у Арегентини, затим у Малезији и од 2012. године у Русији. Главни конкуренти су му Фијат линеа и Рено флуенс.
Аутомобил је дугачак 4680 мм, широк 1815 мм и висок 1525 мм. Имао је бољу аеродинамичност од 407, линије су мање агресивне, док је дизајн предњег дела оригиналан и препознатљив. 408-ица је имала елегантан и импозантан дизајн спољашњости и унутрашњости. Неке од карактеристика аутомобила укључују велики и преклопљени 7-инчни екран, ЦД плејер монтиран на командној табли са компатибилношћу МП3 и WMA, блутут подршком и УСБ конекцијом. Од мотора уграђивали су се бензински од 1.6 (110 и 163 КС) и 2.0 (147 КС) и дизел мотори од 1.6 (145 КС).

### Друга генерација (2014−)
Друга генерација, која је заснована на модел 308 II и развијана специјално за тржишта у развоју, представљена је на салону аутомобила у Пекингу 2014. године. Заснована је на ЕМП2 платформи, што је омогућило смањење тежине од 150 кг у односу на претходника. Изглед Пежоа 408 веома је сличан изгледу модела 308 друге генерације, иако треба напоменути да се лого враћа на решетку, након што су га годинама стављали на хаубу. Дугачак је 4750 мм, широк 1820 мм, висок 1488 мм, док међуосовинско растојање износи 2730 мм.
Редизајн је представљен августа 2018. године. Редизајн доноси измењени предњи део са лед светлима, новом хромираном маском и другачијим браником, док се позади највеће промене односе на светла са новом графиком. Добија нови дизајн алу точкова, као и неколико нових боја за екстеријер. Модификована је и унутрашњост, а ту се истичу волан и централна конзола, као и већи екран осетљив на додир и квалитетнији материјали.
На кинеском тржишту од моторизације уграђују се само бензинци од 1.2 (136 КС), 1.6 (167 и 170 КС) и 1.8 (139 КС).